# Niedersorbisches Neues Testament (1548)
Das Niedersorbische Neue Testament (lateinisch Novum Testamentum Sorabicum) ist eine Übersetzung von Martin Luthers deutscher Übertragung des Neuen Testaments in die niedersorbische Sprache von 1548. Gleichzeitig ist es die erste Übersetzung der Lutherbibel in eine andere Sprache.

## Beschreibung
Die Handschrift besteht aus 669 Papierseiten, die in Leder eingebunden sind. Sie enthält die vollständige Übersetzung von Luthers Neuem Testament.
Sie wurde von Mikławš Jakubica angefertigt, der wahrscheinlich evangelischer Pfarrer in der Herrschaft Sorau (heute in Polen) war. Er benutzte neben Luthers Übersetzung auch die lateinische Vulgata und eine heute unbekannte tschechische Vorlage. Der Text ist im Wesentlichen in einer östlichen Varietät des Niedersorbischen verfasst, allerdings mit dialektalen Schwankungen und zahlreichen tschechischen Entlehnungen.
Es wurde 1827 vom polnischen Slawisten Andrzej Kucharski in der Königlichen Bibliothek in Berlin wiederentdeckt. Das Buch zeigt deutliche Gebrauchsspuren.

## Bedeutung
Die Handschrift ist das älteste umfangreichere Zeugnis einer slawischen Sprache in Deutschland durch einen Muttersprachler überhaupt und eines der bedeutendsten Zeugnisse der sorbischen Sprache.
Es ist die erste Übersetzung von Luthers Neuem Testament in eine andere Sprache.
Auch wenn die vorgesehene Drucklegung wegen König Ferdinands Druckverbots für protestantische Schriften von 1547 nicht realisiert werden konnte, so deuten liturgische Gebrauchsanweisungen darauf hin, dass das Manuskript sowohl vom Verfasser selbst, als auch anderen liturgisch verwendet wurde. Die Reichweite dieser ersten sorbischsprachigen Bibelübersetzung muss allerdings als sehr begrenzt angenommen werden, da sie „später unberücksichtigt und unbeachtet“ blieb.

## Ausgaben
- Das niedersorbische Testament des Mikławš Jakubica, 1548 (Digitalisat)
- Heinz Schuster-Šewc (Hrsg.): Das niedersorbische Testaments des Mikławš Jakubica. Akademie-Verlag, Berlin 1967, S. XLVI, 415.